# USS Kidd (DD-661)
Pour les autres navires du même nom, voir USS Kidd.
L'USS Kidd (DD-661) est un destroyer de classe Fletcher lancé en février 1943 et retiré du service en juin 1964. Il combattit durant la Seconde Guerre mondiale, principalement dans le Pacifique, et durant la guerre de Corée. Il est aujourd'hui un navire-musée à Baton Rouge en Louisiane. 

## Histoire
Il est le premier navire de la marine américaine à porter le nom du contre-amiral Isaac C. Kidd, mort sur le pont de l'USS Arizona lors de l'attaque de Pearl Harbor en décembre 1941. Kidd est le premier officier américain à mourir pendant la Seconde Guerre mondiale et le premier amiral américain à avoir été tué au combat. 

### Seconde Guerre mondiale
L'USS Kidd croise pendant ses premiers mois de service en Atlantique et en mer des Caraïbes, protégeant des navires de guerre de plus fort tonnage. Il part ensuite pour le Pacifique, via le canal de Panama, avec les cuirassés Alabama et South Dakota. Il participe au bombardement de Rabaul en novembre 1943. Lors de cette attaque, il porte secours à un équipage d'un avion de l'Essex, tombé à la mer. Il est alors attaqué par des avions japonais, le navire en abat trois et manœuvrant habilement entre les bombes et les torpilles, arrive à secourir l'équipage américain. Son commandant, le commodore Roby recevra la Silver Star pour cette action. Le même mois, le navire assure la protection des porte-avions lors de l'attaque sur Tarawa, détectant un attaque à basse altitude de bombardiers japonais et abattant deux Aichi D3A, bombardiers en piqué. Du 29 janvier au 8 février 1944, il participe à la protection de la flotte lors de l'invasion des îles Marshall et bombarde les îles de Roi et Wotje.  Du 20 mars au 14 avril, le Kidd assure la protection de la piste d'aviation en cours de construction sur Emirau et soutient l'occupation de Aitape et  Hollandia en Nouvelle-Guinée du 16 avril au 7 mai. Le destroyer  combat lors de la campagne des Mariannes du 10 juin au 8 juillet et participe au bombardement côtier de Guam du 8 juillet au 10 août. Il part ensuite pour Pearl Harbor pour des réparations où il arrive le 26 août 1944. Le 15 septembre, il quitte Pearl Harbor et atteint Eniwetok le 26 septembre, puis Manus le 3 octobre. Il est alors intégré dans l'énorme flotte de l'invasion des Philippines et entre dans le golfe de Leyte le 20 octobre, protégeant les premiers débarquements et fournissant un appui feu aux soldats reconquérant l'île. Il en part le 14 novembre pour la baie d'Humboldt en Nouvelle-Guinée, y arrivant le 19 novembre. Le 20 décembre, il arrive au chantier naval de Mare Island Naval Shipyard à San Francisco pour une révision et mouille à Mare Island le jour de Noël. 
Le Kidd part le 19 février 1945 pour rejoindre la Task Force 38 (TF 58) en vue de l'invasion d'Okinawa. Il y joue un rôle clé durant les premiers jours de la bataille d'Okinawa, en protégeant les cuirassés, bombardant les cibles côtières, sauvant des pilotes abattus, coulant des mines flottantes, donnant l'alerte en cas de raid aérien japonais et en protégeant le porte-avions Franklin lourdement endommagé en l'aidant à abattre les avions kamikazes. 
Le 11 avril 1945, alors que le navire était au mouillage, lui et d'autres navires de sa division, les  Black, Bullard et Chauncey, avec l'aide d'une patrouille de combat aérienne, repoussent trois raids aériens japonais. Cet après-midi-là, un avion ennemi s'écrase sur le Kidd, tuant 38 hommes et en blessant 55. Alors que le destroyer se dirige vers le sud pour rejoindre le groupe opérationnel, ses tirs repoussent d'autres avions ennemis qui tentent de l'achever. S'arrêtant à Ulithi pour des réparations temporaires, il en repart le 2 mai pour la côte ouest américaine, arrivant au chantier naval de Hunter's Point à San Francisco le 25 mai.
Le 1er août 1945, le Kidd fait route vers Pearl Harbor mais après la Capitulation du Japon le 2 septembre, il retourne à San Diego, en Californie, le 24 septembre 1945 pour être inactivé. Il est désarmé le 10 décembre 1946 et est placé dans la flotte de réserve du Pacifique. 

### Guerre de Corée et guerre froide
Il est réarmé en mars 1951 et participe à la guerre de Corée. De 1953 à 1959, pendant la guerre froide, il assure des patrouilles anti-sous-marines dans le Pacifique. En 1960, il rejoint la côte Est, participant aux entrainements de l'United States Navy Reserve dans différents ports. Il est désarmé en juin 1964, entrant alors dans la flotte de réserve de l'Atlantique et est stationné alors au chantier naval de Philadelphie.  

### Navire-musée
National Historic Landmark, le navire est maintenant un navire musée, amarré sur le fleuve Mississippi à Baton Rouge en Louisiane, et est le seul destroyer américain encore conservé dans sa configuration de la Seconde Guerre mondiale.
Trois autres navires de classe Fletcher sont conservés comme mémoriaux :
- USS The Sullivans (DD-537) à Buffalo (New York)
- USS Cassin Young (DD-793) à Boston Navy Yard, Massachusetts
- Destroyer grec Velos (D16), ancien USS Charrette (DD-581), à Thessalonique, Grèce

L'USS Kidd servit au tournage du film USS Greyhound : La Bataille de l'Atlantique (2020).

## Galerie

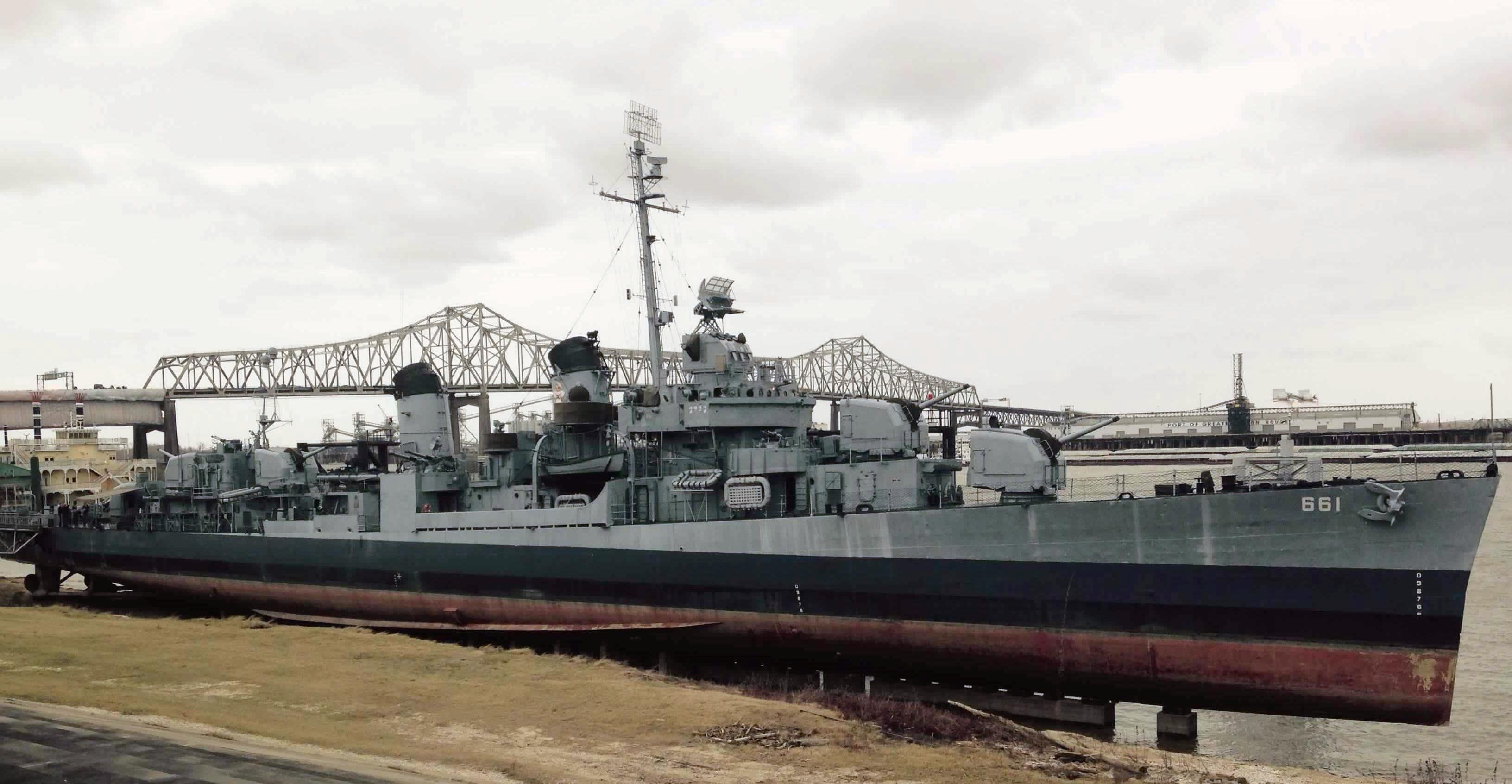
Le Kidd en 2015.